# دوستعلی‌خان معیرالممالک نظام‌الدوله
دوستعلی‌خان مُعَیّرالممالک (زادهٔ ۱۲۳۶ قمری (۱۱۹۹ و ۱۲۰۰ خورشیدی) و درگذشتهٔ در اوایل ۱۲۹۰ قمری (۱۲۵۲ خورشیدی))، ملقب به نظام‌الدوله، از رجال دورهٔ قاجار و خزانه‌دار و رئیس ضرابخانه در دورهٔ ناصرالدین‌شاه قاجار بود.

## زندگی
دوستعلی‌خان اصالتا اهل روستای ابرسج شهر بسطام بود. دوستعلی‌خان معیرالممالک تنها پسر حسینعلی‌خان معیرالممالک خزانه دار و رئیس ضرابخانه شاهی بود. مادرش شیرین شاه خانم بسطامی دخترعموی پدرش بود. پس از درگذشت پدر در سال ۱۲۷۴ هجری قمری، تمام مقامات او را از جمله خزانه‌داری، ریاست ضرابخانه شاهی و حکومت یزد و گیلان، به ارث برد. از یاران نزدیک مستوفی‌الممالک بود. با توسعهٔ انحصار خزانه دولتی و ضرابخانهٔ شاهی ثروت کلانی اندوخت. او نیز مانند مستوفی الممالک از جناح محافظه‌کار دربار قاجار بود و با میرزا حسین‌خان سپهسالار و اصلاحات او مخالفت داشت. امین‌الدوله در خاطرات خود معیرالممالک را متهم به سوء استفاده از مقامش برای اختصاص معاملات دولتی به خود، می‌کند. و نقل می‌کند که در برابر شاه لباس مندرس می‌پوشیده و اظهار فقر و تنگدستی می‌کرده‌است. در اواسط سلطنت ناصرالدین شاه، هنگامی که دستگاه ضرب سکه، که با ضرب سکه در اوزان دقیق و برابر، تقلب در عیار سکه‌ها را دشوار می‌کرد، خریداری شد، معیرالممالک اجازه استفاده از دستگاه را نداد و به ضرب سکه به طریق سنتی ادامه داد. معیرالممالک در سال ۱۲۸۳ هجری قمری، عصمت‌الدوله دختر ناصرالدین شاه را برای پسر ده ساله‌اش، دوست‌محمد خان به زنی گرفت. در مراسم ازدواج دختر شاه را بر پشت فیل نشاندند و از اندرون شاهی به منزل داماد آوردند. تعدادی از اروپاییان (از جمله کارلا سرنا به نقل از شنیده‌هایش) در سفرنامه‌های خود از این عروسی یاد کرده‌اند.
معیرالممالک پس از ورم و سیاه شدن لثه و گذراندن شبی در اغما در ۱۸ صفر ۱۲۹۰ درگذشت. نوهٔ او، دوستعلی معیری، وفات وی را بر اثر داروهای مسمومی می‌داند که طبیب احتمالاً به تحریک سپهسالار، برای درمان ورم لثه به‌کار برده‌است.

## آثار معماری
معیرالممالک مسئولیت امور معماری دربار ناصرالدین شاه را برعهده داشت و در این مقام توانست زمینه را برای بروز خلاقیت معماری در عصر خودش فراهم کند. دو بنای مهم عصر قاجار، تکیه دولت و شمس‌العماره هردو به فرمان ناصرالدین شاه و زیرنظر او ساخته شد. او همچنین چندین بنای عام‌المنفعه و شخصی ساخت که بعضی از لحظ معماری ارزشمند هستند. شبستان مسجد جامع عتیق، بازارچه معیر، مسجد معیر، جلوخان معیر، آب انبار معیر، کوچه باغ معیر، مدرسه معیر و حمام معیر از بناهای اوست. او بر بناهای باغ معیر در تهران که از ساخته‌های پدرش بود، قسمت‌هایی افزود و اندرونی سمت شرقی باغ را بنا نهاد و در زیبا کردن ساختمان‌های قدیمی باغ کوشش کرد. بنای فعلی باغ فردوس نیز به دستور او ساخته شده‌است.

بناهایی که زیرنظر او ساخته می‌شدند، اغلب به نحوی از سرمشق‌های اروپایی پیروی می‌کردند.

اندرونی شرقی باغ معیر
تکیه دولت
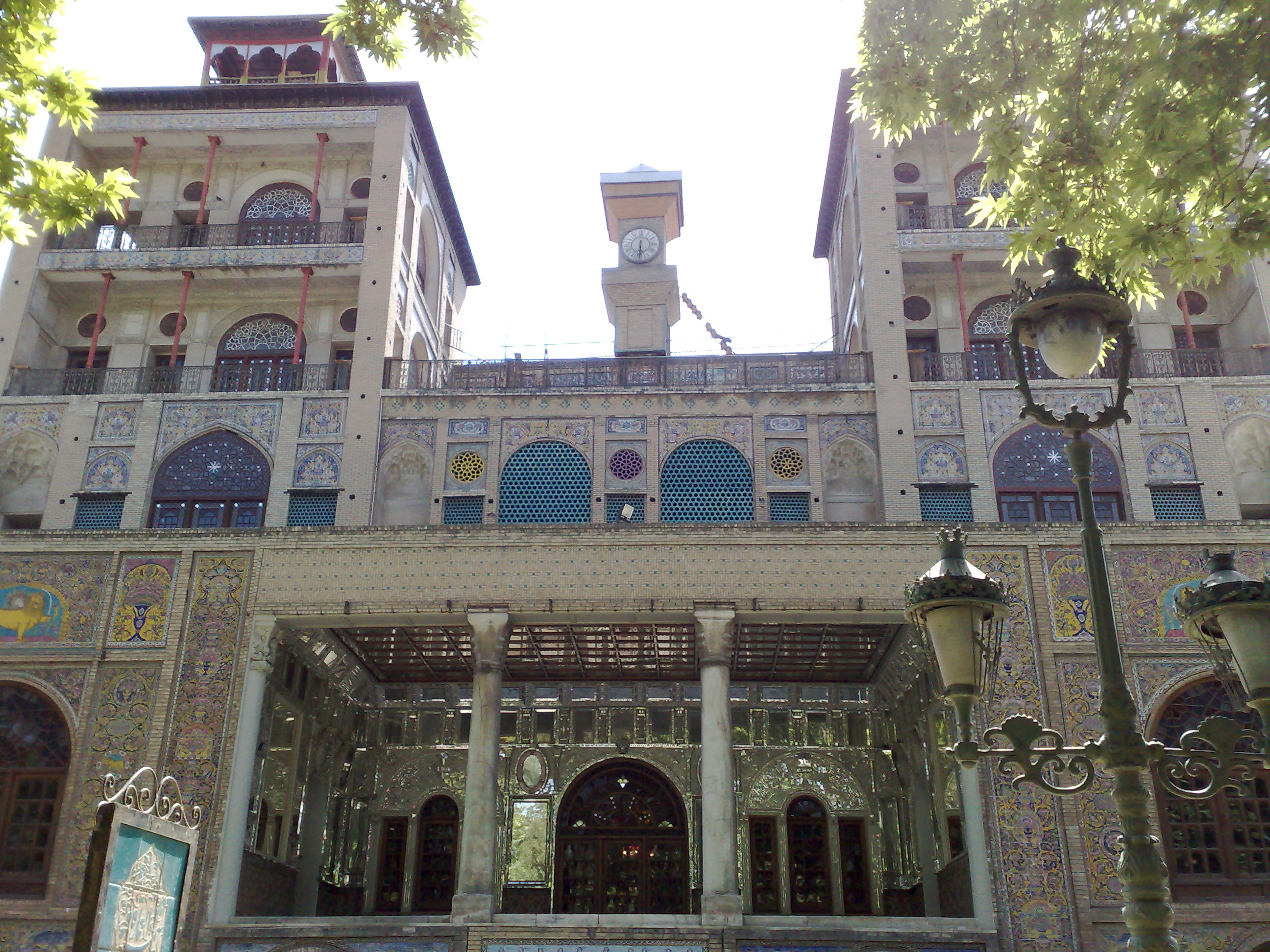
شمس‌العماره در کاخ گلستان

## علاقه به هنر
معیرالممالک علاقه زیادی به جمع‌آوری آثار هنری داشت. او به خصوص به هنر اروپایی توجه نشان می‌داد و در خانه خود مجموعه بزرگی از اینگونه اشیاء جمع‌آوری کرده بود. میرزا مهدی خانشقاقی مجموعه شخصی او را چنین تشریح می‌کند:
«قریب سیصد اتاق در خانه‌های ایشان مملو از قالی و قالیچه بود که روی هم فرش گشته؛ در بعضی اتاق‌ها دو یا سه فرش روی هم مفروش گشته بود. انبارهای چینی‌خانه از چینی‌های قدیم و جدید، اتاق‌های بلورخانه متعدد و در تمام این اتاق‌ها چندین ساعت قیمتی و اسباب چراغ و غیره و هم انبارهایی از آهن آلات فرنگی، از قبیل بخاری‌های سنگ مرمر و چدن و برنج و مطلا و برنز، و در تمام اتاق‌ها چهل‌چراغ‌ها و جارهای بلور و آینه‌های بدن نما و در بعضی اتاق‌ها و انبارها، صندوق‌های امتعه اروپایی تا به سقف در روی هم چیده شده بود.»
ساموئل گرین بنجامین، نخستین وزیرمختار آمریکا در ایران، در سفرنامهٔ خود شمه‌ای از ذوق معیرالممالک را چنین توصیف می‌کند:
«معیرالممالک شخصی بود با ظرافت طبع و از صنایع خیلی تشویق می‌نمود و سلیقه را به درجهٔ کمال رسانیده بود. [...] نقاشی‌ها و خطوط خوب و مهرهای بسیار قشنگ ایرانی را جمع کرده‌بود و به واسطهٔ این ذوق بود که گرانبهاترین کتب خطی ایران را به دست آورد.»

## فرزندان
| نام                     | تولد/مرگ                 | نام مادر                               | یادداشت‌ها |
| ----------------------- | ------------------------ | -------------------------------------- | --- |
| دوستمحمدخان معیرالممالک | ۱۲۷۳−۱۳۳۱                | ماه نساء خانم                          | پس از پدر وارث مشاغل او شد. عصمت‌الدوله دختر ناصرالدین شاه را به همسری گرفت و صاحب چهار فرزند شامل دوستعلی معیری (نقاش و نویسنده)، عصمت‌الملوک معیری (همسر حسن مستوفی)، فخرالتاج معیری و دوستمحمد خان اعتصام‌الدوله معیری شد.                     |
| نورمحمدخان              |                          | ماه نساء خانم                          | در پانزده سالگی در رشت درگذشت |
| زهرا خانم               |                          | ماه نساء خانم                          | به ازدواج میرزا زین‌العابدین خاتون‌آبادی امام جمعه تهران درآمد. صاحب چهار فرزند شد، از جمله دو پسر: میرزا ابوالقاسم خاتون‌آبادی (امام جمعه تهران پس از پدرش میرزا زین‌العابدین) و سید محمد امام‌زاده (امام جمعه تهران پس از برادرش میرزا ابوالقاسم) |
| فاطمه خانم              |                          | ماه نساء خانم                          | به همسری پسرعمویش علیخان والی درآمد. سردار همایون (شهردار تبریز و فرمانده بریگارد قزاق) فرزند اوست. |
| محمدخان حشمت‌الممالک     | ۱۲۷۵ قمری / ۱۳۱۵ خورشیدی | صغری خانم                              | با ربابه خانم ازدواج کرد. به همراه برادر بزرگ‌ترش دوستمحمد خان به پاریس رفت و مقدمات عکاسی را فراگرفت. در سفر دوم به پاریس آموزه‌های عکاسی خود را تکمیل کرد و تا پایان عمر به عکاسی پرداخت.                                                      |
| محمدحسن‌خان مؤیدخلوت     |                          | خدیجه خانم دختر آقامحمدرضا تاجر کاشانی | صاحب دو فرزند شد، حسینعلی معیری و بیوک معیری (شاعر و ترانه‌سرا، متخلص به «رهی»، که به سبب تخلصش به رهی معیری شهرت دارد) |
| ابوالفتح‌خان مؤیدحضور    |                          | خدیجه خانم دختر آقامحمدرضا تاجر کاشانی | |